# غلين ثروش
غلين ثروش (بالإنجليزية: Glenn Thrush) هو صحفي ومعلق سياسي ومؤلف أمريكي، وُلد في 6 أبريل 1967. يعمل مراسلًا في صحيفة نيويورك تايمز، ويغطي حاليًا وزارة العدل الأمريكية، وقد عمل سابقًا مراسلًا للبيت الأبيض.

## المسيرة الصحفية
شغل ثروش سابقًا منصب المراسل السياسي الرئيسي في موقع بوليتيكو، كما كان من كبار الكتّاب في مجلة بوليتيكو. قبل انضمامه إلى نيويورك تايمز، عُرف بأسلوبه التحليلي في تغطية الحملات الانتخابية والملفات السياسية المعقدة، خصوصًا خلال انتخابات الرئاسة الأمريكية في 2008 و2016.
شارك أيضًا كمحلل سياسي في قناة إم إس إن بي سي، حيث قدّم تعليقات منتظمة حول القضايا السياسية الجارية في الولايات المتحدة.

## مؤلفاته
ألف غلين ثروش عدة كتب ومقالات تحليلية حول السياسة الأمريكية، كما شارك في تأليف كتب تتناول الحملات الرئاسية ومراكز صنع القرار في واشنطن.

## الجدل
في عام 2017، تم إيقاف ثروش مؤقتًا من عمله في صحيفة نيويورك تايمز عقب تقارير عن سلوك غير لائق. وبعد تحقيق داخلي، أعيد إلى العمل مع تغييرات في المهام الموكلة إليه، دون أن يتولّى مجددًا تغطية البيت الأبيض.